# Spijk (Zevenaar)
Pour les articles homonymes, voir Spijk.
Spijk est un village situé dans la commune néerlandaise de Zevenaar, dans la province de Gueldre. En 2009, le village comptait environ 600 habitants.
Près de Spijk, le Rhin entre sur le territoire néerlandais. Autrefois la ville s'appelait Herispich.